# Алексије Стратигопул
Алексије Стратигопул (грч. Ἀλέξιος Στρατηγόπουλος) је био византијски (никејски) војсковођа из угледне племићке породице Стратигопула. Учествовао је Пелагонијској бици 1259. године, а предводио је никејске одреде који су заузели Арту (1259) и ослободили Цариград (1261).

## Биографија
Алексије је започео војну каријеру у доба Јована III (1221—1254), а 1253/1254. године је командовао делом снага смештених у Серу. За време владавине његовог наследника Теодора II (1254—1258), Алексије је изгубио његово поверење и био је утамничен, док је његов син Константин оптужен за издају и ослепљен. Због тога је Алексије подржао побуну Михајла (VIII) Палеолога (регент 1258—1261, цар 1261—1282) 1258. године и после његовог доласка на власт је добио титулу великог доместика. Током велике балканске офанзиве коју је Михајло покренуо 1259. године, Алексије је командовао делом војске у Пелагонијској бици. Одлучна никејска победа у бици представља прекретницу у ратовима за византијско наслеђе. Исте године се наставља ширење на Пелопонезу, а одреди под Алексијевом командом заузимају Арту.
Врхунац његове војне каријере представља ослобођење Цариграда 25.07. 1261. године, до кога је дошло готово случајно. Он је са одредом од 800 људи (Грка и Кумана) био упућен у Тракију, да би надгледао никејско-бугарску границу. Током преласка Босфора и проласка поред Цариграда, Алексије је сазнао да је град практично небрањен. На снази је било никејско-латинско једногодишње примирје закључено августа 1260. године, тако да је млетачка флота испловила у Црно море, док је у граду остала само мала посада. Он се без размишљања упутио ка граду и уз помоћ локалног становништва је током ноћи кроз капију Пеге ушао у град. Његове снаге су без проблема савладале малобројну латинску посаду, а цар Балдуин II (1228—1273) се спасао бекством. Михајло Палеолог је у свечаној поворци 15.08. ушао у град и у цркви Божанске Мудрости је овенчан за цара, док је Алексије награђен титулом цезара. Ослобођењем Цариграда, Никејско царство је и формално обновило Византију.
Епирски деспот Михајло II Комнин Дука (1230—1268) је заробио Алексија 1262. године и предао га сицилијанском краљу Манфреду (1258—1266). Из заробљеништва га је 1265. године ослободио цар Михајло VIII, који га је заменио за Манфредову сестру и некадашњу никејску царицу Констанцу (Ану), супругу Јована III.
Алексије Стратигопул је преминуо између 1271. и 1275. године.